# فرانك سيتون تورنر
فرانك سيتون تورنر (بالإنجليزية: Frank S. Turner)‏ هو سياسي أمريكي، ولد في 6 يوليو 1947. حزبياً، نشط في الحزب الديمقراطي. وقد انتخب عضو مجلس النواب لولاية ماريلند.